# Jean-Pierre-Séraphin Vincent
Pour les articles homonymes, voir Vincent.
Jean-Pierre-Séraphin Vincent est un ingénieur du génie maritime français, né  le 16 juillet 1779 à Rouen et mort dans la même ville le 27 août 1818.
Élève de l'École polytechnique en 1796, il arrive à Alexandrie avec A.-N.-F. Bonjean le 3 février 1801 à bord de l'une des frégates, La Justice, qui ont forcé le blocus. Il prend aussitôt rang dans la Commission des sciences et des arts. Il s'embarque ensuite sur le vaisseau L'Indomptable du 16 novembre 1802 au 10 mai 1803 pour une campagne à Saint-Domingue. 
Il est fait chevalier de la Légion d'honneur le 6 août 1811.